# جورج مبواندو
جورج ستانلي مبواندو (بالإنجليزية: George Stanley Mbwando)‏ (مواليد 20 أكتوبر 1975 في زيمبابوي) لاعب كرة قدم زيمبابوي دولي معتزل كان يجيد اللعب في مركز الدفاع .

## روابط خارجية
- جورج مبواندو على موقع الاتحاد الدولي (مؤرشف)  (الإنجليزية)
- جورج مبواندو على موقع قاعدة بيانات كرة القدم.إي يو (الإنجليزية)
- جورج مبواندو على موقع بيانات كرة القدم. دي إي (الألمانية)
- جورج مبواندو على موقع ناشيونال فوتبول تيمز (الإنجليزية)
- جورج مبواندو على موقع Soccerway.com (الإنجليزية)
- جورج مبواندو على موقع عالم كرة القدم.نت (الإنجليزية)